# Nieuwe Wegen
Nieuwe Wegen is een Nederlandse politieke partij die op 28 november 2016 werd opgericht door oud-PvdA-Tweede Kamerlid Jacques Monasch. Hij zat vanaf zijn vertrek uit de PvdA in de Kamer als het lid-Monasch.

## Voorgeschiedenis
Monasch stelde zich na een lange carrière in de PvdA op 13 oktober 2016 kandidaat voor het lijsttrekkerschap. Hij werd hiermee het tweede bekende lid van de PvdA - na Diederik Samsom - dat zich kandideerde. Volgens de lijn der verwachtingen zou vice-premier Lodewijk Asscher zich vier dagen later eveneens kandidaat stellen. Tijdens de persconferentie waarin hij zijn kandidatuur bekendmaakte, beschuldigde Monasch het partijbestuur van "matchfixing" omdat het volgens hem een voorkeur zou hebben voor een verkiezing tussen Samson en Asscher. Daarnaast sprak Monasch zich uit voor een "open" lijsttrekkersverkiezing waaraan ook niet-leden van de PvdA deel aan zouden kunnen nemen.
Monasch presenteerde het manifest 5 X Goed, 5 X Anders dat hij een "een echt sociaaldemocratisch verhaal" noemt. Kenmerkend aan dit manifest is de harde toon ten opzichte van economische vluchtelingen, die volgens Monasch geweerd moeten worden. Opvang van economische vluchtelingen zou "altijd ten koste van de mensen aan de onderkant" zijn. Monasch pleitte ook voor het afschaffen van het Europees Parlement.
Tijdens de campagne werd duidelijk dat de door Monasch gewenste "open" lijsttrekkersverkiezing achterwege bleef. Volgens Spekman was zoiets juridisch en financieel onhaalbaar.
Monasch wilde dat de nieuwgekozen lijsttrekker het verkiezingsprogramma zou moeten kunnen aanpassen, maar het partijbestuur achtte dat onmogelijk: de leden stellen het programma vast. Over de aanvullende eisen van Monasch, het aanpassen van het verkiezingsprogramma, maar ook het zogenaamde "flitslidmaatschap", vond op 6 november een overleg plaats op het partijbureau van de PvdA. De eisen van Monasch werden niet ingewilligd en de volgende dag maakte Monasch bekend dat hij niet langer in de race was als kandidaat-lijsttrekker. Volgens Monasch had "het partijbestuur (...) besloten" om niet akkoord te gaan met zijn voorwaarden. In een persbericht stelde het partijbestuur dat Monasch zich uit eigen beweging had teruggetrokken.
Monasch trok zich echter niet alleen terug uit de lijsttrekkersverkiezingen, maar zegde ook zijn lidmaatschap van de PvdA op. Hij besloot wel zijn zetel in de Tweede Kamer te behouden, waarmee de regeringscoalitie haar meerderheid in de Tweede Kamer verloor. Partijvoorzitter Spekman vond dat Monasch zijn zetel had moeten opgeven. Monasch gaf aan zich te bezinnen op zijn politieke toekomst.

## Geschiedenis
Tijdens een persconferentie op 28 november 2016 in Amsterdam maakt Monasch de oprichting van zijn nieuwe partij, Nieuwe Wegen bekend. Monasch pleitte tijdens die gelegenheid "voor een doorbraak in de politiek".
Nieuwe Wegen is een anti-establishmentpartij zonder leden met een aantal populistische standpunten op het gebied van immigratie en integratie. Economisch is de partij meer links gericht. De partij heeft daarmee sterke overeenkomsten met de Britse Blue Labour-beweging.
In januari 2017 gaf Monasch aan dat hij geen lijsttrekker zou zijn voor de partij. De partij koos vervolgens verzekerings- en pensioendeskundige en hoogleraar Alfred Oosenbrug als lijsttrekker. Echter, amper een maand later besloot de partijleiding toch dat Monasch de lijsttrekker zou worden, wiens ervaring "onontbeerlijk" werd beschouwd voor in de campagne. Omdat de kandidatenlijst toen al definitief ingediend was zou Oosenbrug wel op plek een van de lijst blijven staan.
Monasch verwachtte met zijn nieuwe partij twintig tot dertig zetels te kunnen halen bij de Tweede Kamerverkiezingen van 15 maart 2017. Dat lukte echter niet, er stemden 14.362 mensen op de partij. De beste resultaten werden geboekt in Alphen-Chaam (0,71%) en Súdwest-Fryslân (0,62%), in het bijzonder in Sneek, de woonplaats van Monasch.
Na de Tweede Kamerverkiezingen kondigde de partij aan dat zij "zich de komende maanden verder [gaat] verdiepen in de randvoorwaarden voor de komende 4 jaar en wat er voor nodig is om de partij verder te laten groeien". De partij deed niet mee aan de gemeenteraadsverkiezingen in 2018 en vertoont sindsdien weinig activiteiten. Jacques Monasch heeft nog wel deelname aan de gemeenteraadsverkiezingen in Súdwest-Fryslân overwogen in samenwerking met lokaal mediaplatform GrootSneek, maar dit leidde niet daadwerkelijk tot deelname aan de verkiezingen.